# Angel Don't Cry
«Angel Don´t Cry» Es el Segundo Sencillo del álbum Isolation de la banda de rock Toto Lanzado en 1985, además fue el primer sencillo donde presentaron a Fergie Frederiksen como cantante,fue escrita por David Paich y Fergie Frederiksen.

## Personal
- Fergie Fredericksen: Voz
- David Paich: Teclados, coros
- Steve Lukather: Guitarra, coros
- Jeff Porcaro: Batería
- Steve Porcaro: Teclados
- Mike Porcaro: Bajo

- Datos: Q3616719